# Ervino
Ervino  è un nome proprio di persona italiano maschile.

## Varianti in altre lingue
- Albanese: Ervin
- Croato: Ervin[1]
- Lettone: Ervīns[1]
- Olandese: Erwin[1]
- Polacco: Ervin, Erwin
- Slovacco: Ervín
- Tedesco: Erwin[1]
- Ungherese: Ervin[1]

## Origine e diffusione
Deriva dal nome germanico Hariwini, che è composto da hari, "esercito", e win, "amico". Potrebbe essersi in parte confuso col nome Eburwin, cognato germanico di Eoforwine. Quest'ultimo è un nome anglosassone composto dagli elementi inglesi antichi eofor, "cinghiale", e wine, "amico", il cui uso si rarificò dopo la conquista normanna dell'Inghilterra.

## Onomastico
Il nome è adespota, cioè non è portato da alcun santo. L'onomastico si può festeggiare in occasione di Ognissanti, che è il 1º novembre.

## Persone

Ervino Pocar

- Ervino Pocar, traduttore italiano

### Variante Ervin
- Ervin Bulku, calciatore albanese
- Ervin Dragšič, cestista sloveno

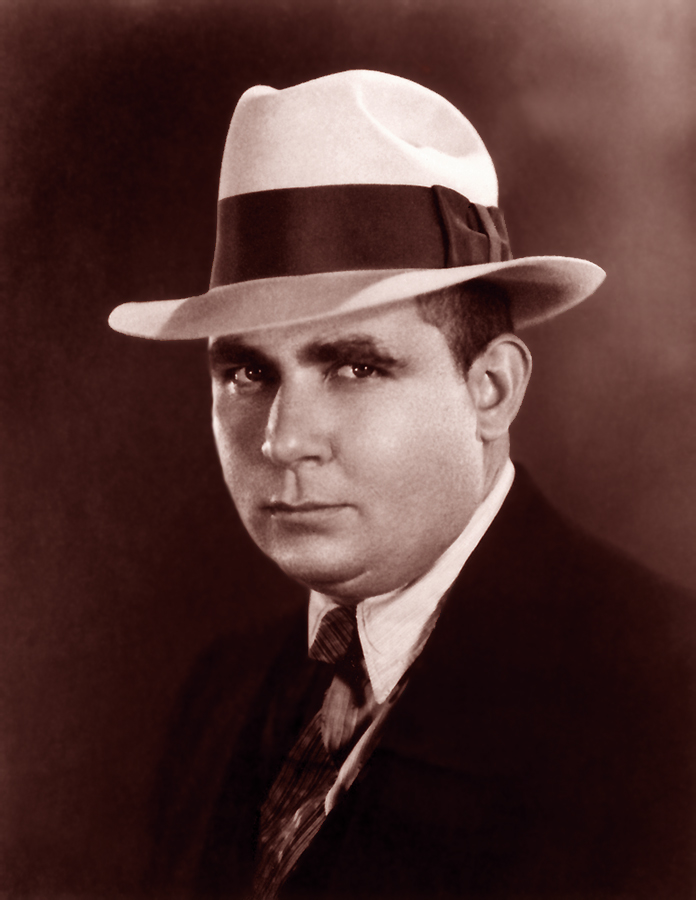
Robert Ervin Howard

- Robert Ervin Howard, scrittore statunitense
- Ervin Inniger, cestista statunitense
- Ervin Johnson, cestista statunitense
- Ervin Katnić, calciatore jugoslavo
- Ervin László, filosofo e pianista ungherese
- Ervin Mészáros, schermidore ungherese
- Ervin Skela, calciatore albanese
- Ervin Zádor, pallanuotista ungherese
- Ervin Zukanović, calciatore bosniaco

### Variante Erwin
- Erwin George Baker, pilota automobilistico, pilota motociclistico e dirigente sportivo statunitense
- Erwin Hoffer, calciatore austriaco
- Erwin Lahousen von Vivremont, generale austriaco
- Erwin Madelung, fisico tedesco
- Erwin Mortier, scrittore e opinionista belga
- Erwin Neher, fisico e biofisico tedesco
- Erwin Piscator, regista teatrale tedesco
- Erwin Rohde, filologo tedesco
- Erwin Rommel, generale tedesco
- Erwin Schrödinger, fisico e matematico austriaco
- Erwin Schulhoff, compositore e pianista ceco
- Erwin Stein, direttore d'orchestra e critico musicale austriaco naturalizzato britannico
- Erwin von Witzleben, generale tedesco
- Erwin Waldner, calciatore tedesco

## Il nome nelle arti
- Erwin Smith è un personaggio della serie manga e anime L'attacco dei giganti.